# ET-Studies
 (juin 2025).
Pour les articles homonymes, voir ET.
ET-Studies est une revue internationale publiée par l’Association Européenne de Théologie Catholique. Elle développe des perspectives théologiques et interdisciplinaires sur la foi et la religion dans l’Europe contemporaine. Depuis 2010, la revue est publiée deux fois par an, en version imprimée et en version numérique en libre accès.

## Orientation
ET-Studies rassemble les voix et les positions de toutes les disciplines de la théologie et des études religieuses, ainsi que celles d'autres disciplines pertinentes dans les universités européennes. La promotion du dialogue entre l'Europe de l'Est et l'Europe de l'Ouest ainsi que les échanges académiques avec des théologiens d'autres églises chrétiennes et d'autres traditions religieuses et culturelles sont au cœur des préoccupations de la revue.
Chaque numéro de la revue est consacré à un thème principal. Ce thème est tiré du large éventail de sujets et de théories relatifs aux sources, à l'histoire et aux visions du monde des communautés de foi dans la ou les cultures européennes contemporaines. Les découvertes actuelles dans les sciences humaines, sociales et naturelles, ainsi que les défis pour la théologie associés aux développements culturels et politiques font également partie des sujets principaux.
La revue se considère comme étroitement liée à la constitution pastorale Gaudium et Spes du Concile Vatican II, à sa définition de la relation entre l’Église et le monde et à son observation des «signes des temps».

## Structure
La revue est publiée par la Société européenne de théologie catholique. Depuis 2025, le rédacteur en chef de la revue est Michael Quisinsky, qui a succédé à Gerhard Kruip (2010-2025). Le comité consultatif international est composé de quinze théologiens de différents pays européens.
Outre les articles sur le thème principal, les différents numéros de la revue contiennent des articles libres, des compte-rendus des congrès et des sections nationales ainsi que des recensions. Les articles soumis sont soumis à un processus d'évaluation à double-insu par les pairs avant d'être publiés. Les articles de la revue sont publiés dans l'une des trois langues suivantes : anglais, français ou allemand : anglais, français ou allemand, et sont toujours précédés de résumés dans les deux autres langues.

## Rédaction[Quand?]
Directeur de la rédaction
- Michael Quisinsky

Comité de rédaction
- Edith Wittenbrink
- Odile Flichy
- Geoffrey Turner

Comité consultatif international
- Riccardo Baccochio
- Lieven Boeve
- Alexandre Coutinho Lopes de Brito Palma
- Jozef Jančovič
- Peter G. Kirchschläger
- Anne-Marie Korte
- Ottilia Lukács
- Jana Platová
- Hans-Joachim Sander
- Janet Soskice
- Christoph Theobald
- Myriam Wijlens
- Marc Joseph Zammit